# Чернов, Николай Фёдорович (мотогонщик)
Никола́й Фёдорович Черно́в (17 декабря 1927, с. Вознесенское, Уфимский кантон, Башкирская АССР — 16 августа 2007, Уфа) — советский мотоциклист (1950—1970), тренер (до 1970). Чемпион СССР по мотогонкам на льду.

## Биография
Чернов Николай Фёдорович родился 17 декабря 1927 года в п. Вознесенский Благовещенской волости Уфимского кантона Башкирской АССР (позднее — пос. Вознесенское Благовещенского района).
В годы Великой Отечественной войны с 14 лет работал на Уфимском моторостроительном заводе, изготавливая авиационные двигатели для фронта. После войны окончил курсы водителей, приобрёл первый мотоцикл ИЖ-350, с которым пришёл в Башкирский автомотоклуб. Его дебют в соревнованиях состоялся зимой 1950 года в мотокроссе на Цыганской поляне в Уфе. Уже через год пришла первая победа.
После войны окончил курсы шофёров, приобрёл мотоцикл ИЖ-350 и в 1950 году дебютировал в мотокроссе. С 1951 года начал побеждать в соревнованиях. В числе первых в Башкирии осваивал мотогонки на льду — в 1950-х годах одержал победу в первых ледовых заездах республики на озере Солдатское в Уфе.
Участник и призёр первых союзных соревнований по мотокроссу, спидвею и мотогонкам на ипподромах. Был одним из лучших многоборцев в мотоспорте СССР, успешно выступая в пяти дисциплинах. Принимал участие в первых международных соревнованиях между СССР и Чехословакией (1959), где одержал победу.
В 1960-х годах трижды становился чемпионом СССР в классе 350 см³ (1965, 1967, 1968), завоёвывал серебро (1969) и бронзу (1966) на чемпионатах страны. Также был призёром чемпионатов РСФСР и международных стартов. Выступал на отечественном двигателе «Уфа», оставаясь конкурентоспособным даже в 40-летнем возрасте.
Он стал первым чемпионом СССР на отечественном четырёхтактном моторе «Уфа» и до сих пор остается единственным, кто выиграл чемпионат страны на этом двигателе дважды.
В 1950-х — 1960-х годах Николай Чернов входил в элиту советского мотоспорта. Вместе с Борисом Самородовым и Юрием Дудориным составлял знаменитую уфимскую тройку гонщиков, прославивших республику на союзной и международной арене.
В 1959 году во время гонки в Одессе получил тяжелую травму руки. Несмотря на это, в том же году вернулся в спорт и снова завоевал победы, в том числе в гонке на приз Совета Министров БАССР. После новых травм в начале 1960-х окончательно отошел от элиты, но продолжал выступать и одерживать победы на всесоюзных стартах до 1970 года.
С 1960-х годов после завершения спортивной карьеры работал тренером в спортмотоклубе треста № 3. Под его руководством команда «Башкирия» трижды становилась чемпионом СССР (1967—1969), выигрывала Кубок СССР (1966). Среди его воспитанников — Анатолий Сухов, Анатолий Кузьмин, Николай Корнев.
После ухода из мотоспорта в 1970 году вернулся на Уфимский моторостроительный завод, где работал в лаборатории дорожных испытаний опытно-конструкторского бюро. Более 25 лет испытывал автомобильные двигатели, включая тесты на полигоне НАМИ под Москвой.
Скончался 16 августа 2007 года на 80-м году жизни.

## Достижения
- Чемпион СССР по мотогонкам на льду — 1965, 1967, 1968[3].
- Серебряный призёр чемпионата СССР — 1969.
- Бронзовый призёр чемпионата СССР — 1966.
- Серебряный призёр чемпионата РСФСР — 1961 (ипподромные гонки).
- Бронзовый призёр чемпионатов РСФСР — 1959, 1961.
- Победитель международных соревнований СССР — Чехословакия (1959).
- Первый чемпион СССР на четырёхтактном отечественном моторе «Уфа».
- Участник первых в СССР соревнований по спидвею и эндуро.